# Анимистичка медицина
Анимистичка медицина, један је од појавних облика медицине засноване на анимистичком схватању и веровању да нека невидљива духовна бића, тзв. аниме (анима – душа, дух), утичу на судбину човека па тако и на његов живот, здравље и болест. У одређеном делу историје почев од праисторије до примитивих народа у средњем веку, па и данас, анимизам је био основа објашњења и схватања етиопатогенезе менталних, заразних али и других болести. Зао дух. Дакле, сама болест и њен
узрок немају дистинкцију, узрок и болест тог времена човек није разликовао.
Анимизам има битну улогу у старој митологији Словена и других варварских народа Европе, али и бројних религија, јер где год би тај примитивни религиозни народ видео нешто што се креће, претпоставио би постојање свесног посредника, па ја тако многе неживе ствари обдаривао разумом (тј приписивао је свестан живота природним предметима или појавама).
Примитиван човек склон читавом својом псхичком структуром анимистичком гледању и схватању свеукупних природних појава око себе, у таквом гледању као да је налазило нарочити ослонац у расуђивању и испитивању узорка болести и пронажењу успешног начина њиховог лечења. Ово је тим више долазило до изражаја, зато што су колико болести, толико и непознати лекови против њих, угрожавали најнепосредније и најјаче баш његов дух и уобразиљу. Зато је врло природно да је нпр. примитиван човек некада, а и данас још, приликом грознице, главобоље, несвестице, падавице..., у пуном незнању правих природних узрока и етиологије тих болести, и још потпуно у оковима анимистицког сватања, у тим болестима гледао некакве више тајанствене силе (демоне), који вршљају по његовој унутрашњости и пр оузрокују у њему болове и друге тегобе. Како су узрочници болести неке више силе, природно је да они могу да се уклоне такође само неким другим вишим демонским силама, па отуда и прибегавање бајању, чарању, бајању и врачању, као најуспјешнијем средству за оздрављење. Доказе о анимистичком схватању натприродних узрока болести имамо и у врло раширеном веровању народа да је свака болест „од Бога“, да је тако „суђено“ или тако „записано“. За инфективне и друге теже болести анимална медицина је сматрала да долазе са „ветром“ (нпр куга, колера, оспице...).

## Шта је то анимизам?
Анимизам (лат. animus), је схватање да поред видљивих облика, предмета и бића постоје и невидљиви, односно добри и зли духови, који могу да улазе и излазе из њих.
 Према Тејлору (Sir Edward Burnett Tylor, 1832 – 1917), класичан анимизам се састоји од приписивања свесног живота природним предметима или појавама и традиционално је приписутан у малим, примитивним друштвима (каква су била и словенска племена по доласку на Балкан), али и у свим главним светским религијама.
| „ | Према Ерику Диркему (Елементарни облици религијског живота), како су људи још од давнина настојали објаснити појаве и промене тих појава у њиховој околини и тиме свет око њих, чије природне токове нису могли разумом обухватити нити научно објаснити барем они су их сместили под окриље религије која би те нејасноће учинила иоле прихватљивијима за људе какви су били они унутар првобитних заједница. | ” |

На основу наведеног и поткрепљеног објашњењем Диркеа, може се сматрати да је анимизам најпростији облик религијског живота, који се не може објаснити посредством других религијских система, карактеристичног за првобитне, примитивне људске заједнице. Међутим анимизам није религија по себи, иако многи хришћани, муслимани, будисти итд, би се могли описати као анимисти на основу тога како се односе према родбин и другим људима.

## Зачеци магијско–анимистичке медицине
Многи аутохтони народи имају тенденцију да буду анимисти; међутим, тешко је генерализовати на било који начин, где се зачео анимизам на свету, јер постоје многи народи, који нису аутохтони, али који гледају на свет анимистички. Прве зачетке традиционалне медицине налазимо у народима који су упражњавали магијско–анимистичкој медицини. Ритуали народне магијске медицине примењивани су и још увек се примењују за различите болести (у „скоро свим случајевима патологије”). Обзиром да су се магијске радње изводиле, а делимично се и сада изводе ради заштите здравља и лечења и поред организоване савремене здравствене службе, неки истраживачи их убрајају у делокруг надрилекарства, као видан симптом заблуда, сујеверја, примитивизма, неразвијености, односно недовољне просвећености и томе слично.
Ови појавни облици медицина била су веома раширена и у већини земља Европе, а неки њени елементи задржали су се све до данашњих дана. Таки нпр. у српској митолошкој традицији изношена су деца на „раскршће” у интересу „магијског преживљавања”, болесни људи да би се подвргли магијским чинима у циљу оздрављења или магијском избављењу грешних „да дохвате земљу - мајку” и тиме лакше буду примљени „на онај свет у царство мртвих” .Проучавајући митологију на раскршћу дошло се до закључка да појам „раскршћа” представља једно од изузетно важних „култних” и „обредних” места у митолошко-магијским системима бројних индоевропских
народа (у традицији грчког и српског народа), и да је митолошко-магијска функција „раскршћа” забележена на ширем простору но што га запоседају Индоевропљани. Тиме се долази до закључка да феномен „раскршћа” постаје на неки начин елеменат колективне, архетипске структуре људи најразличитијег порекла и културе, тако да уз култ „камена”, „воде”, „дрвета”, „змије”, „мандале”, „круга” и „ватре” постаје важна чињеница духовог потенцијала човека.
Магијско–анимистичко у човеку почива у веровању у нешто натприродно, у склоности човека да се томе натприродном потчини, као и да извршава оно што се од њега у име надприродног тражи. Магијско веровање подразумева да се мислима (или магијским радњама) може утицати на реалност и односе у њој. Ма колико да је човек материјалистички настројен и у свакодневном животу упућен на разумно размишљање, ипак у дну своје душе крије извесну дозу мистицизма. То може бити свесно, али је најчешће несвесно и долази до изражаја у извесним животним приликама, а посебно при обољевању од неуропсихијатријских болести.
Специфично за магију је и тзв. анимистичко веровање, убеђење да све што постоји (значи и неживи предмети) има своју унутрашњу живу суштину (душу), и да је то што егзистира међусобно повезано, тако да су делови онога ушта се верује смисаони елементи неке замишљене апстрактне целине која је надређена свакодневној реалности.
Магијско–анимистичко мишљење је, по општем ставу социјалних антрополога, у апстрактно замишљеном друштвеном развоју претходило рационалном односно научном мишљењу.
За примитивна друштва (без писмености и ван доминантног утицаја великих циливизација) карактеристичне су, између осталог, бројне форме понашања и резоновања у складу са магијским предубеђењима, као што је доживљај губитка виталне телесне супстанце под утицајем спољњих сила, затим доживљај уношења опасне материје у тело, различити табуи везани за однос и кориштење предмета и живих бића.

## На чему се заснива анимистичка медицина
Анимална медицина заснивала се на анимистичком схватању и веровању да нека невидљива духовна бића, тзв. аниме (анима – душа, дух), утичу на судбину човека па тако и на његов живот, здравље и болест, заснивала се анимална медицина. Анимизам је у овом периоду словенске историје основа објашњења и схватања етиопатогенезе многих стања и болести у човековом организму. Истовремено, њима нису били непознати ни поједини рационални узрочници болести, као што су, на пример, тровање, повреде, неправилна исхрана, метеоролошки узроци. Ипак, примитивни народи били су више наклоњени веровању како су најчешћи узрочници болести заправо магичне природе, и да је основ животних појава душа, односно дах, а носиоци животне снаге су сокови, посебно крв.
Словенски народ, као и већина малих народа Европе у средњовековном периоду друштвеног развоја, био је читавом својом псхичком структуром окренут ка анимистичко гледању и расуђивању свих природних појава око себе. У том и таквом гледању и расуђивању налазило је најбољи и најприхватљивији ослонац за откривање узорка болести и пронажење метода успешног лечења. Како су Срби у том периоду били још потпуно у оковима анимистицког сватања, они су у тим болестима гледали некакве више тајанствене силе (демоне), који вршљају по његовој унутрашњости и проузрокују бројне тегобе и болести
Како окован начелима анимизма, човек није разликовао саму болест и њен узрок, он није могао да утврди ни директну повезаност између узрока (етиолошких фактора) и болести. Тако су нпр. Словени, у паганском периоду своје историје веровали да се човек разболи од беснила када у њега уђе злодух „Бес“, или да болест настаје када у човека уђе демон, или Зао дух. Или кад се на њега окоми вампир вештица, зла вила и речни дух или, вукодлак. Потврду о таквом схватању натприродних узрока болести имамо у врло раширеном веровању српског народа да је свака болест, од бога, да је тако „суђено“ или „записано“, те да заразне и друге теже болести долазе „ветром“ (куга, колера, богиње итд.)
Веома често су примитивни народи у народној медицини и фармацији користили називе демонских животиња тј различите називе за болести давали према имена извесних животиња (жаба, гуштер, вук, јарац, коза, рак итд). Понекад је болест носила животињске име на основу њене сличности са болним осећања болесника и извесних симпптома болести које су уочљиво код именованих животиња, нпр., изједање (црв), глодање (рак), уједање (мрави), убадање (паук), а то је случај са болестима, које се зову: црв, рак, мрави, паук.
Такође, старославенска митологија се одликовала изузетним поштовањем дрвећа и животиња, за које се сматрало да су старији и мудрији од човека, и зато су они поштовани као човекови преци. Постојали су и тачно одређени нивои тотемских животиња, а свако словенско племе имало је свог тотемског заштитника.
Тесна веза се може пронаћи и између старе словенске митологије и погребних обичаја и обреда, као и култа праотаца или клана. Од најранијих времена, посебан култ у породичној колиби словена, посвећен је духовима предака.

## Основни принципи српске анимистичке медицине
Пошто су узрочници болести неке више силе, природно је да они могу да се уклоне такође само неким другим вишим демонским силама, па отуда у циљу лечења српски народ је прибегавало врачању, бајању, чарању, као најуспјешнијим методама за оздрављење.
Врачи или басаџије при бајању употребљавају многе траве, а нарочито босиљак, који се у народној медицини употребљавао нпр. и као лек од епилепсије. Примењују се и тзв. “молитвене траве”, разне лековите и симболичне траве, које се беру у одређено време и стављају пред олтар да ту прележе вечерње, јутрење и литургију. Уместо цркве и попа понекад и врачар сам окади траве које је претходно сам убрао уз одређну припрему и молитву Оче наш. Све ово указује на присутно празноверје, мађије, везивање са видљивим и невидљивим силама, са црквом и молитвом, али да има сугестивног и психотерапијског.
Поступак добијања “молитвених трава” обухвата пуно сложених, неписаних закона, читавих ритуала старог и средњег века да би ове траве биле моћне: пре сунца, окренут истоку, најпре брати свету биљку босиљак, само три стручка (свето тројство), чист бео чаршав, кађење итд. Туцаков, нпр. детаљно описује собу у којој народни видар (бајач) прима болеснике: окићена босиљком, кандило пред иконама, благе речи и исти такав поступак, бајање и сав ритуал што иде уз бајање.
Све наведени ритуали сугестивно утиче на болеснике, особито на децу, жене, празноверан свет и особе слабих живаца које од њега траже помоћ. Овакви поступци забележени су и у српској средњовековној медицини,, а касније су и даље вековима примењивани и примењују се у народној медицини српског народа.
У овом периоду, а и доста касније у позном средњем и новом веку Срби су сматрали да се речима и поступцима може утицати на етиолошке фалторе болести (узрочност у природи). Зато су лечење заснивали на ритуалима и техникама чији је циљ био да се умилостиве духови – аниме, зли дуси који угрожавају здравље и живот.
Лечење болесног се по тим начелима заснивало на „белој и црној магији“. Ритуално магијским радњама „беле магије“ призивани су добри духови да помогну у лечењу болести а ритуалним магијским радњама - „црне магије“, да истерају зле духове из болесника. У ту сврху најчешће су се користиле молитве против ђавоље работе, напасти вилинске, против нечастих духова, против завадљиваца и урока, код болести срца, против мора, чини и вештица, за лучење млека, или против рањавања стрелом или мачем.